# Timothy O. Howe
Pour les articles homonymes, voir Howe.
Timothy Otis Howe (né le 24 février 1816 à Livermore, dans le Maine et mort le 25 mars 1883  à Kenosha, dans le Wisconsin) est un homme politique américain. Membre du Parti républicain, il est sénateur du Wisconsin entre 1861 et 1879 puis Postmaster General des États-Unis entre 1881 et 1883 dans l'administration du président Chester A. Arthur.

## Biographie
Il est radicalement opposé aux droits civiques des Afro-américains, estimant que « les affranchis, dans l'ensemble, doivent être considérés comme des animaux, ni plus ni moins. »

## Crédit d'auteurs
- (en) Cet article est partiellement ou en totalité issu de l’article de Wikipédia en anglais intitulé « Timothy O. Howe » (voir la liste des auteurs).